# Obsthummel
Die Obsthummel (Bombus pomorum) ist ein Insekt in der Gruppe der Bienen.

## Verbreitung
Das Verbreitungsgebiet der Obsthummel hat sich in den letzten Jahren stark verkleinert. Heute kommt sie nur noch in zentralen und östlichen Teilen Europas vor. Die Nordgrenze liegt im südlichen Dänemark und die Südgrenze an den Alpen.

## Kennzeichen
Die Obsthummel ist mittelgroß, wobei die Königin eine Länge von 20 bis 22 Millimetern erreicht. Arbeiterinnen und Königin sind schwarz mit rotbraunem Hinterleib. Die Männchen können ein etwas helleres Vorderteil aufweisen. Allgemein ist sie mit der Steinhummel vergleichbar, doch der rotbraune Teil überwiegt meist. Der Rüssel dieser Hummel ist verhältnismäßig lang.

## Lebensweise
Diese Hummel bevorzugt offene Landwirtschaftsflächen und wurde stark beeinflusst durch den Wechsel zu Monokulturen, die meist keine Nahrungspflanzen für diese Art bieten. Welche Pflanzen diese Hummel bevorzugt, ist nicht bekannt, doch die Auswahl wird wahrscheinlich durch die Länge des Rüssels bestimmt. Das Nest liegt unterirdisch.

## Gefährdung
Mit dem Eintreten der osteuropäischen Länder in die EU verändern sich die Landwirtschaftsmethoden dort nach westeuropäischem Muster, was die Obsthummel stark bedroht. Forscher aus Ungarn haben vorgeschlagen, dass diese Art in ihrem Land den Status „Akut gefährdet“ (CR) erhält. Bisher wird die Obsthummel in Lettland als akut gefährdet geführt. In Deutschland und Litauen zählt sie zu den stark gefährdeten Arten. In Großbritannien wurde das Tier letztmals 1864 in der Grafschaft Kent gesichtet. Dieselbe Situation herrscht in den Niederlanden (zuletzt 1948 gesehen), in Belgien (letztes Auftreten 1946) und im zentralen Dänemark (letzter Fund war 1937 bei Skallingen auf Jütland). Weiterhin verschwand die Obsthummel 1924 im Trakt von Königsberg.